# Vasco Live Kom '011
Il Vasco Live Kom '011 (chiamato così poiché i suoi fan lo chiamano Komandante e, quindi, Kom è un'abbreviazione) è stata una tournée del cantautore italiano Vasco Rossi.
L'11 febbraio 2011 sono state ufficializzate le prime date del tour estivo, il Vasco Live Kom '011, integrate poi otto giorni dopo ed il 13 giugno, contemporaneamente alla notizia dell'annullamento del concerto a Messina a causa dell'inagibilità dello Stadio San Filippo. Il 28 aprile è stata comunicata la sede della "data zero". Tutte le date sono state sold out, rendendo Vasco Rossi il primo artista che ha riempito l'Olimpico di Roma due volte in tre anni. Come nel tour precedente, anche in questo Vasco suona la chitarra acustica da solo sul palco. Fra le canzoni, sono eseguiti 9 brani su 12 dell'album Vivere o niente; Canzone viene eseguita per intero per la prima volta. Noemi ed Emma Marrone gli fanno da supporto.
Dopo la pausa estiva del tour il rocker è stato ricoverato per la rottura di una costola, anche se il problema maggiore è un'infezione da stafilococco. Il 22 agosto, a seguito di una visita medica concordata alla clinica Villalba, i medici che seguono le sue condizioni di salute lo obbligano ad un riposo assoluto di almeno sessanta giorni, che ha provocato l'annullamento delle ultime quattro date del Vasco Live Kom '011: Torino, Udine, Bologna e Avellino.
Secondo i dati SIAE le sue esibizioni si trovano al primo (17 giugno a Milano), secondo (16 giugno a Milano), terzo (21 giugno a Milano), quinto (22 giugno a Milano), sesto (11 giugno a Venezia) e ottavo (5 giugno ad Ancona) posto nella graduatoria relativa ai concerti più visti nel primo semestre del 2011.
Il 27 novembre 2012 è uscito l'album dal vivo Live Kom 011: The Complete Edition, girato durante i quattro concerti di Milano. Alla fine del 2013 la FIMI gli ha attribuito il doppio disco di platino, avendo venduto oltre 120 000 copie.
Il tour ha avuto una prosecuzione nel 2013.

## Date[1][3][4]
| Data              | Città    | Stato  | Luogo                     | Spettatori     |
| ----------------- | -------- | ------ | ------------------------- | -------------- |
| 5 giugno 2011     | Ancona   | Italia | Stadio del Conero         | 30.000         |
| 11 giugno 2011    | Venezia  | Italia | Heineken Jammin' Festival | 34.000         |
| 16 giugno 2011    | Milano   | Italia | Stadio Giuseppe Meazza    | 63.023         |
| 17 giugno 2011    | Milano   | Italia | Stadio Giuseppe Meazza    | 63.183         |
| 21 giugno 2011    | Milano   | Italia | Stadio Giuseppe Meazza    | 57.061         |
| 22 giugno 2011    | Milano   | Italia | Stadio Giuseppe Meazza    | 46.245         |
| 26 giugno 2011    | Messina  | Italia | Stadio San Filippo        | data annullata |
| 1º luglio 2011    | Roma     | Italia | Stadio Olimpico           | 59.824         |
| 2 luglio 2011     | Roma     | Italia | Stadio Olimpico           | 59.894         |
| 27 agosto 2011    | Torino   | Italia | Stadio Olimpico           | data annullata |
| 2 settembre 2011  | Udine    | Italia | Stadio Friuli             | data annullata |
| 6 settembre 2011  | Bologna  | Italia | Stadio Renato Dall'Ara    | data annullata |
| 11 settembre 2011 | Avellino | Italia | Stadio Partenio           | data annullata |
| TOTALE            | TOTALE   | TOTALE | TOTALE                    | 413.000 circa  |

## Scaletta[13]
1. Intro 2011
2. Sei pazza di me
3. Non sei quella che eri
4. Starò meglio di così
5. Giocala
6. Rock'N'Roll Show
7. Dici che
8. Vivere o niente
9. Siamo soli

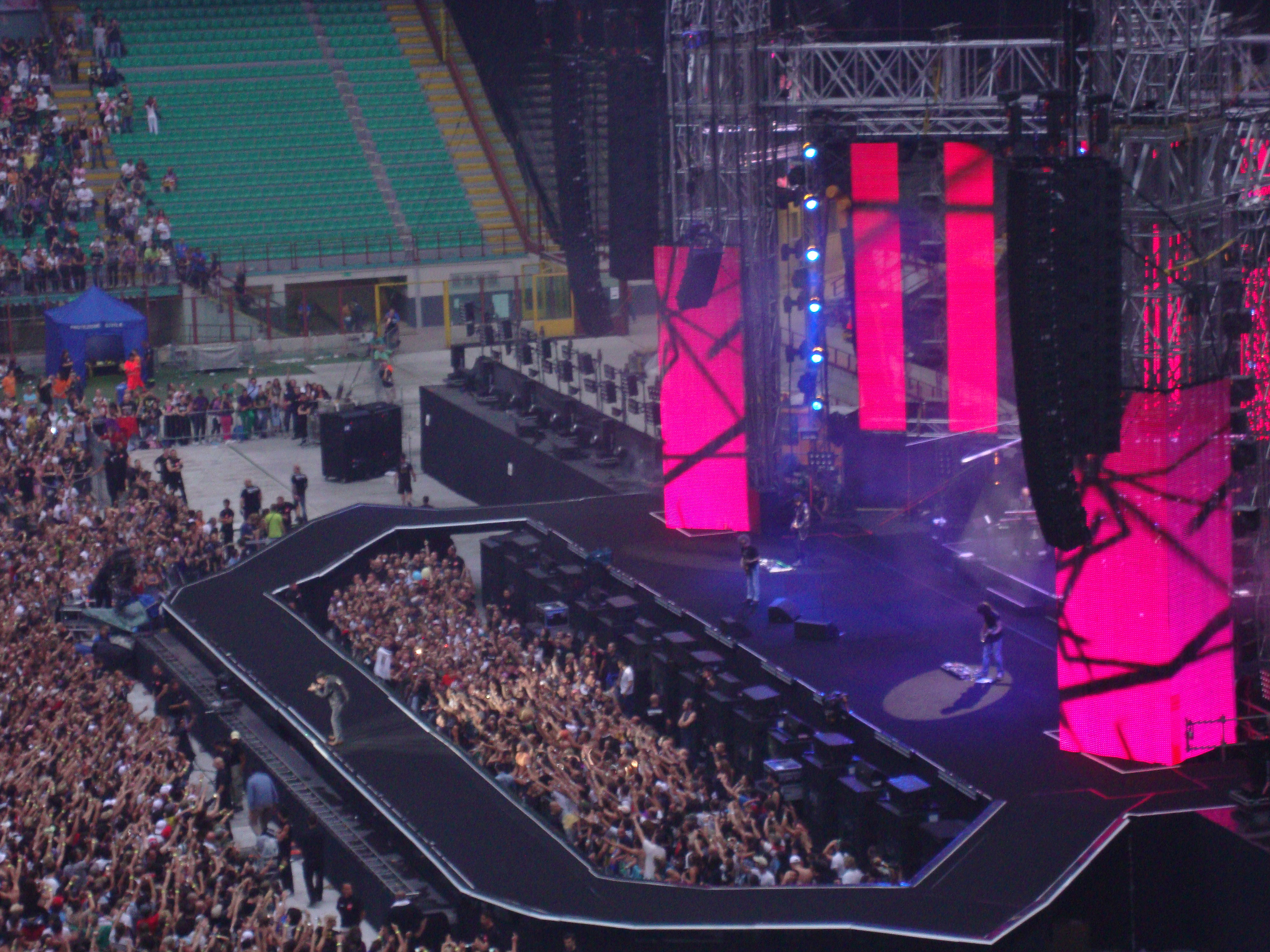
Il palco del Live Kom '011 Tour

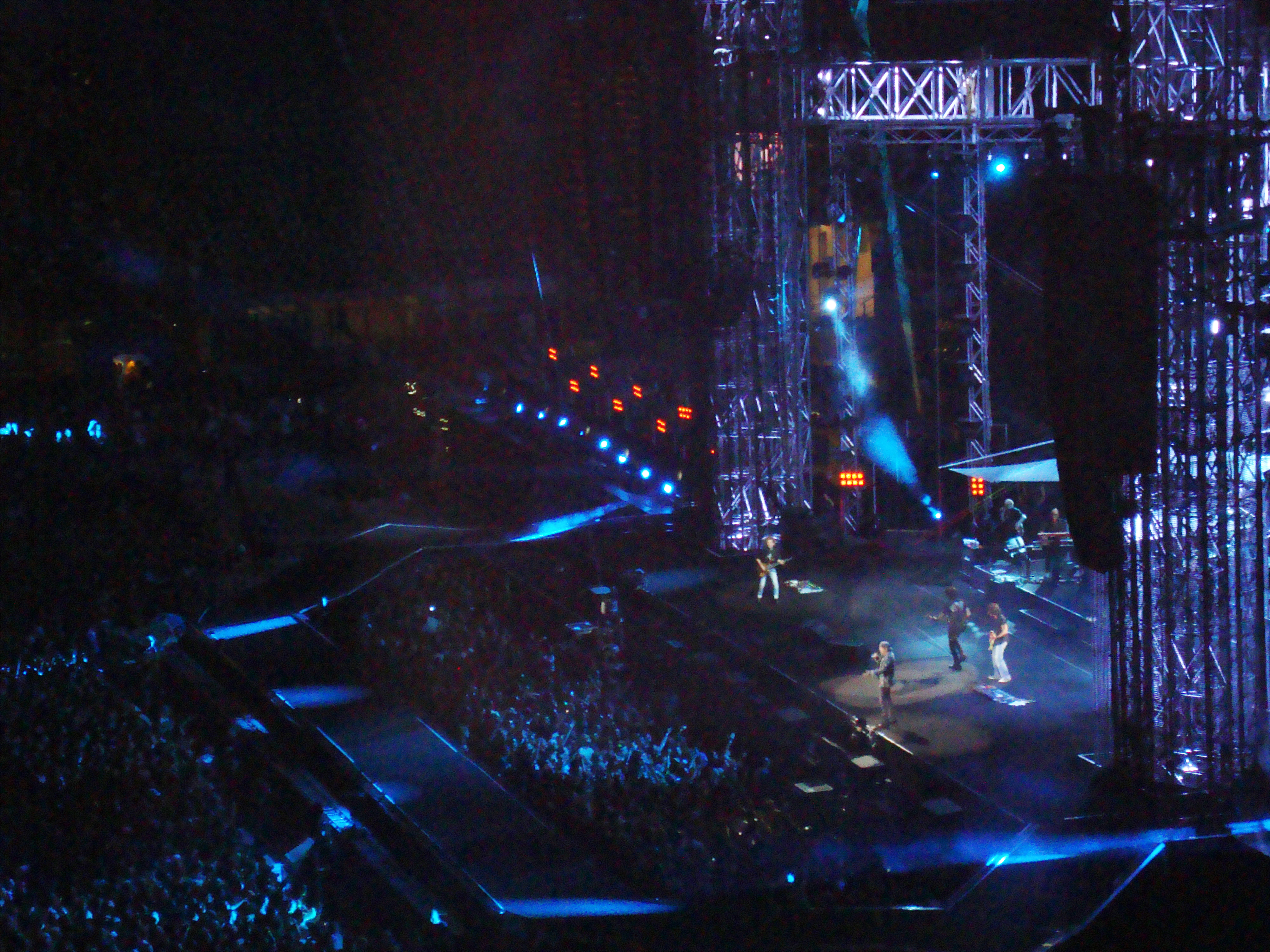
Lo spettacolo a Milano

10. Manifesto futurista della nuova umanità
11. Interludio 2011
12. Alibi
13. La fine del millennio
14. Gli spari sopra
15. Non l'hai mica capito
16. L'aquilone
17. Eh... già
18. Medley Dance: Rewind / Ti prendo e ti porto via / Gioca con me / Delusa
19. Canzone
20. Vivere non è facile
21. Medley acustico: Sally / Dillo alla Luna / Incredibile Romantica / Una canzone per te / Senza parole
22. Guarda dove vai
23. Un senso
24. Vita spericolata
25. Albachiara